# Grand Combin de Tsessette
Il Grand Combin de Tsessette (4.141 m s.l.m.) è una vetta del Grand Combin nelle Alpi Pennine. Si trova nello svizzero Canton Vallese.

## Caratteristiche

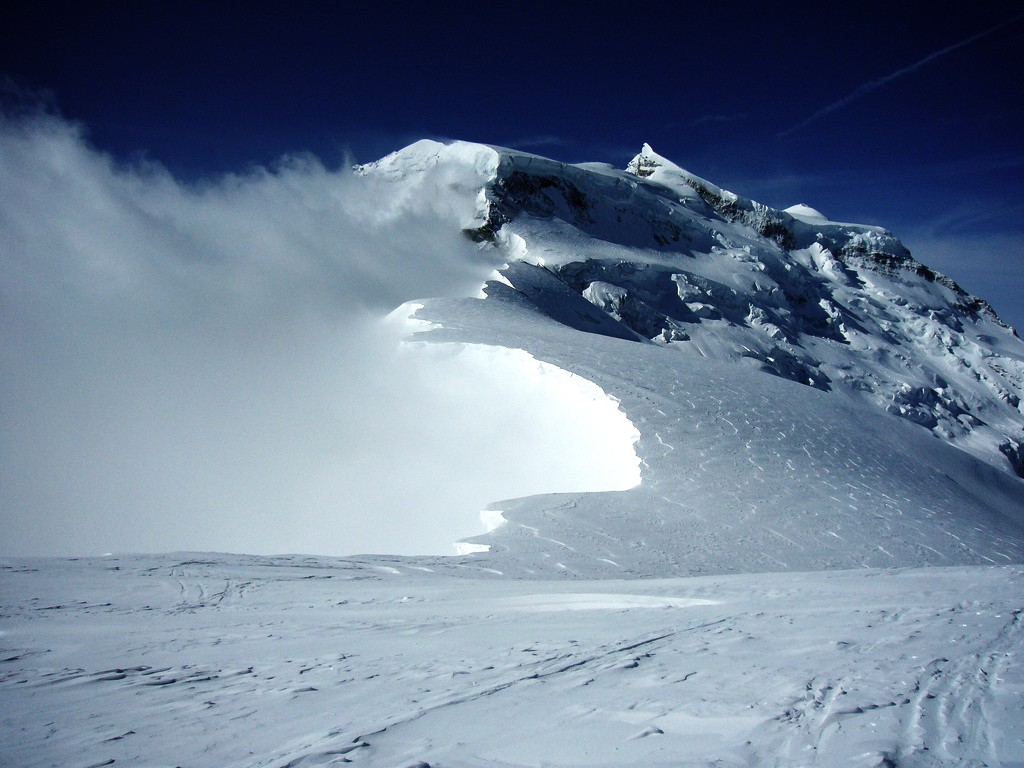
Versante nord-est del Grand Combin. Il Grand Combin de Tsessette (al centro) ed il Grand Combin de Grafeneire (al centro destra).

Si trova ad oriente della vetta principale, il Grand Combin de Grafeneire. Delle tre vette principali di cui è composto il Grand Combin ne è la vetta più bassa e meno appariscente.